# Erycinae
Erycinae vormen een onderfamilie van de reuzenslangen (Boidae). 

## Naam en indeling
De groep werd voor het eerst wetenschappelijk beschreven door Karel Lucien Bonaparte in 1831.
Lange tijd werden de geslachten Calabaria, rubberboa's (Charina) en roze boa's (Lichanura) tot deze onderfamilie gerekend, maar deze groepen worden tegenwoordig aan andere onderfamilies toegekend. Erycinae worden thans alleen nog door de zandboa's (Eryx) vertegenwoordigd. 

## Verspreidingsgebied
De soorten komen voor in westelijke delen van noordelijk en Centraal-Afrika en via het Midden-Oosten tot grote delen van Azië in het oosten en delen van Europa. 